# Reggie Witherspoon
Reggie Witherspoon (nacido el 31 de mayo de 1985 en Pasadena, California) es un atleta estadounidense Reggie Witherspoon hizo su debut olímpico para los Estados Unidos en los Juegos Olímpicos de 2008 celebrados en Pekín, China y medallista olímpico de oro. Witherspoon compitió en los 4 x 400 metros masculino y quedó en cuarto lugar en las pruebas olímpicas, él entrenó en Waco, Texas junto con los alumnos de Baylor y compañeros olímpicos de Darold Williamson y Jeremy Wariner.
Witherspoon quedó en cuarto lugar en las pruebas de los 400 m  en un tiempo de 45.01. Él pensó que su tiempo de 44.99 en las semifinales fue una casualidad hasta que corrió los 45.01 en la final. Después de terminar con las pruebas, Witherspoon dijo, "Voy a aprender chino." 